# Обручево (Калининградская область)
Обручево — посёлок в Неманском муниципальном округе Калининградской области.

## География
Находится в северо-восточной части Калининградской области, в зоне хвойно-широколиственных лесов, при автодороге А-216, на расстоянии примерно 20 километров (по прямой) к юго-западу от города Неман, административного центра района. Абсолютная высота — 7 метров над уровнем моря.

### Климат
Климат характеризуется как переходный от морского к умеренно континентальному. Средняя температура воздуха самого холодного месяца (января) — −4 °C (абсолютный минимум — −35 °C); самого тёплого месяца (июля) — 17,5 °C (абсолютный максимум — 34 °С). Вегетационный период длится в среднем 190 дней. Годовое количество атмосферных осадков —732 мм, из которых большая часть (495 мм) выпадает в период с апреля по октябрь. Среднегодовая скорость ветра составляет 4 м/с.

### Часовой пояс
Посёлок Обручево как и вся Калининградская область, находится в часовой зоне МСК−1. Смещение применяемого времени относительно UTC составляет +2:00.

## История
Посёлок Петино был образован в 1950 году путём объединения трёх населённых пунктов: Гросс-Вингснупёнен (нем. Groß Wingsnupönen) (в 1938—1950 годах назывался Гроссвинген (нем. Großwingen)), Келльминен (нем. Kellmienen) (в 1938—1950 годах назывался Келлен (нем. Kellen)) и Форстхаус-Лапинен (нем. Forsthaus Lappienen) (в 1938—1950 годах назывался Фёрстерай-Лапинен (нем. Försterei Lappienen)). В период с 2008 по 2017 годы Обручево входило в состав Жилинского сельского поселения Неманского района, с 2017 по 2022 годы — в состав Неманского городского округа.

## Население
| 2002 | 2010 |
| ---- | ---- |
| 43   | ↘40  |

### Национальный состав
Согласно результатам переписи 2002 года, в национальной структуре населения русские составляли 60 %, литовцы — 28 %.